# Каблучка Вернера фон Сіменса
Каблу́чка Ве́рнера фон Сі́менса або Пе́рстень Ве́рнера фон Сі́менса (англ. Werner von Siemens Ring, нім. Werner-von-Siemens-Ring) — одна з найпрестижніших відзнак у Німеччині в галузі технічних наук.
Нагорода вручалась і вручається фундацією Stiftung Werner-von-Siemens-Ring з 1916-го до 1941-го року і з 1952-го раз на три роки. Фундацію було засновано 13 грудня 1916 року з нагоди сторіччя від дня народження німецького інженера, винахідника, науковця та промисловця Вернера фон Сіменса. Вона знаходиться в Берліні й управляється Німецькою асоціацією технічних і наукових товариств (DVT). До 1960 року, каблучка мала простішу назву Siemens-Ring або Siemensring
Нагорода представлена у вигляді золотої каблучки (персня) зі смарагдами та рубінами, що зображують листя та плоди лавра, поміщеного в індивідуально виготовлену касету з портретом Вернера фон Сіменса та присвятою нагородженому.
Відповідно до статуту, патроном ради фонду є Президент Німеччини, а президент Федерального фізико-технічного інституту є виконавчим головою ради фонду. Рада голосує за претендентів. Членами ради є лауреати Каблучки за попередні роки та представники членських наукових і технічних товариств.

## Лауреати нагороди
З 1916 року нагороду отримували
| Рік  | Рауреат(и)                                                             |
| ---- | ---------------------------------------------------------------------- |
| 1916 | Карл фон Лінде                                                         |
| 1920 | Карл Ауер фон Вельсбах                                                 |
| 1924 | Карл Бош                                                               |
| 1927 | Оскар фон Міллер                                                       |
| 1930 | Гуго Юнкерс                                                            |
| 1933 | Вольфганг Геде                                                         |
| 1937 | Фріц Тодт                                                              |
| 1941 | Вальтер Бауерсфельд                                                    |
| 1952 | Герман Рехлінг                                                         |
| 1956 | Джонатан Зеннек                                                        |
| 1960 | Отто Баєр, Вальтер Реппе, Карл Ціглер                                  |
| 1964 | Фріц Леонгардт, Вальтер Шотткі, Конрад Цузе                            |
| 1968 | Карл Кюпфмюллер, Йоахім Зігфрід Мейрер                                 |
| 1972 | Людвіг Бьольков, Карл Віннакер                                         |
| 1975 | Вернер фон Браун, Вальтер Брух                                         |
| 1978 | Рудольф Гелль                                                          |
| 1981 | Ганс Шеренберг                                                         |
| 1984 | Фріц Петер Шефер                                                       |
| 1987 | Рудольф Шультен                                                        |
| 1990 | Артур Фішер                                                            |
| 1993 | Евелін Гетцейн                                                         |
| 1996 | Карл Адам Петрі                                                        |
| 1999 | Дцтер Естрергельт                                                      |
| 2002 | Йорг Шлайх                                                             |
| 2005 | Бертольд Ляйбінгер                                                     |
| 2008 | Бернар Меєр                                                            |
| 2011 | Герман Шолль, Мартін Фукс                                              |
| 2015 | Мартін Герренкнехт                                                     |
| 2017 | Гассо Платтнер, Йоахім Мільберг                                        |
| 2020 | Єнс Фрам                                                               |
| 2022 | Угур Шахін, Озлем Тюреджі, Крістоф Губер, Каталін Каріко, Штефан Гелль |
| 2024 | Петер Курц (нім. Peter Kürz), Міхаель Кестерс (нім. Michael Kösters)   |